# 290 Bruna
290 Bruna è un asteroide della fascia principale. Scoperto nel 1890, presenta un'orbita caratterizzata da un semiasse maggiore pari a 2,3374507 UA e da un'eccentricità di 0,2587562, inclinata di 22,30548° rispetto all'eclittica.
Il suo nome è dedicato alla città di Brünn, oggi Brno, nella Repubblica Ceca.